# Alessandro Capanna
Alessandro Capanna O.F.M.Conv. (Osimo, 10 marzo 1814 – Bologna, 4 gennaio 1892) è stato un francescano e compositore italiano.

## Biografia
Studiò prima a Fermo e poi ad Assisi, quindi a Jesi, Loreto e a Bologna dove fu Maestro Onorario e Numerario dell'Accademia Filarmonica e dove «attese fortemente alla studio, alla composizione ed all'istruzione dei giovani nell'armonia e nel contrappunto».
Escluso un periodo di sette anni di magistero alla Cattedrale di Sebenico che terminò nel 1867 e un anno scarso alla direzione della Cappella Antoniana (dove a causa di una sua composizione per messa composta sul tema del Don Giovanni venne licenziato), visse ininterrottamente nella «sua prediletta Bologna» dal 1855 fino alla morte avvenuto nel 1892. 
Qui compose le opere: La Sposa d'Abido, Lodovico il Moro, Luchino Visconti, oltre ad un centinaio di messe, salmi, inni. Si occupò anche di storia scrivendo le biografie di alcuni musicisti francesi mai pubblicate. 
A San Francesco di Bologna lasciò la sua biblioteca musicale, ricca ancor oggi di un migliaio di pezzi manoscritti, fra partiture e opere teoriche e storiche, e di un buon numero di edizioni.